# Álvaro Obregón (Tapachula)
Álvaro Obregón es una localidad del estado mexicano de Chiapas. Es parte del municipio de Tapachula.

## Toponimia
El nombre de la localidad rinde homenaje a Álvaro Obregón, presidente de México de 1920 a 1924.

## Demografía
| Gráfica de evolución demográfica |
|                                  |

| Censo | Población |
| ----- | --------- |
| 1930  | 630       |
| 1940  | 1 235     |
| 1950  | 1 489     |
| 1960  | 1 707     |
| 1970  | 1 888     |
| 1980  | 2 160     |
| 1990  | 3 641     |
| 2000  | 4 593     |
| 2010  | 5 717     |
| 2020  | 6 868     |